# Walter Werner Arndt
Walter Werner Arndt (geboren 4. Mai 1916 in Istanbul, Osmanisches Reich; gestorben 15. Februar 2011 in Lebanon, New Hampshire) war ein US-amerikanischer Literaturwissenschaftler und Übersetzer.

## Leben
Walter Werner Arndt war ein Sohn des Breslauer Chemieprofessors Fritz Arndt und der Julia Heimann, er hatte den älteren Bruder Heinz Wolfgang Arndt und die Schwester Bettina. Sein Vater war 1915 an die osmanische Universität Darülfünun gegangen und musste bei Kriegsende zurückkehren. Seine Mutter kehrte schon 1917 mit den Söhnen wegen ihrer nächsten Niederkunft zu ihren Eltern nach Breslau zurück. Walter Werner Arndt besuchte in Breslau die Schule. Die Ehe der Eltern wurde 1925 geschieden, und die Kinder blieben beim Vater, der 1930 seine Haushälterin heiratete. Fritz Arndt wurde nach der Machtübergabe an die Nationalsozialisten im April 1933 als „Halbjude“ von der Universität Breslau entlassen, und die Familie emigrierte im selben Jahr nach England.
Arndt studierte ab 1936 Ökonomie und Politische Wissenschaften mit einem B.A.-Abschluss am Oriel College in Oxford und ging 1939 an die Universität Warschau, wo er Betriebswirtschaft studierte und die polnische und russische Sprache lernte. Bei Ausbruch des Zweiten Weltkriegs schloss er sich der Polnischen Armee an. Er geriet in deutsche Kriegsgefangenschaft, aus der er entweichen konnte. Mit einem türkischen Reisepass gelang ihm die Flucht aus dem besetzten Polen nach Istanbul. Er studierte Ingenieurwesen am Robert College mit einem Abschluss als B.S. und wirkte dort als Dozent. Arndt arbeitete während des Krieges in Istanbul für das Office of Strategic Services (OSS) und das United States Office of War Information (OWI) und nach dem Krieg auch für die UN-Flüchtlingshilfe. Er heiratete Miriam Bach, sie hatten zwei Söhne und zwei Töchter. 
Arndt zog 1949 in die USA nach North Carolina, wo er Arbeit als Lehrer für Sprachen am Guilford College und an der University of North Carolina (UNC) fand. 1956 wurde er am UNC mit einer sprachwissenschaftlichen Dissertation über deutsche Dialekte promoviert. Er lehrte an der University of North Carolina at Chapel Hill und wurde dort Professor. 1966 wechselte er als Slawistik-Professor an das Dartmouth College. Sein Schwerpunkt war nun die Russische Literatur des 19. Jahrhunderts. 
Arndt veröffentlichte 1963 seine englische Fassung von Alexander Puschkins Versepos Eugen Onegin, für die er mit dem Bollingen Prize für Übersetzung ausgezeichnet wurde. Im New York Review of Books eröffnete Vladimir Nabokov eine literarische Fehde mit seinem Essay On Translating Pushkin Pounding the Clavichord, Arndts antwortete mit Goading the Pony. Nabokovs eigene wortgetreue, aber ungereimte englische Fassung war kurz nach der von Arndt erschienen. Edmund Wilson hielt sich an die von Arndt vertretene literarische Form des Originals und setzte dabei seine persönliche Freundschaft mit Nabokov aufs Spiel. 
Arndt übersetzte weitere Werke Puschkins und edierte Werkausgaben mit Kommentaren zur Übersetzungstechnik. Er übersetzte auch Gedichte von Lermontow, Tjuttschew und Mandelstam sowie einen Band mit ausgewählten Gedichten von Anna Akhmatova. Aus dem Polnischen übersetzte und edierte er Tadeusz Konwicki, Stanisław Benski und Bruno Schulz. 
Arndt fertigte 1976 eine Übersetzung von Goethes Faust, übersetzte und edierte eine Anthologie von Schriften Wilhelm Buschs und edierte zweisprachige Gedichtausgaben von Rilke, Heine und Christian Morgenstern.
Arndt erhielt mehrere Stipendien, unter anderem vom National Endowment for the Humanities, und 1995 das Große Bundesverdienstkreuz.

## Schriften (Auswahl)

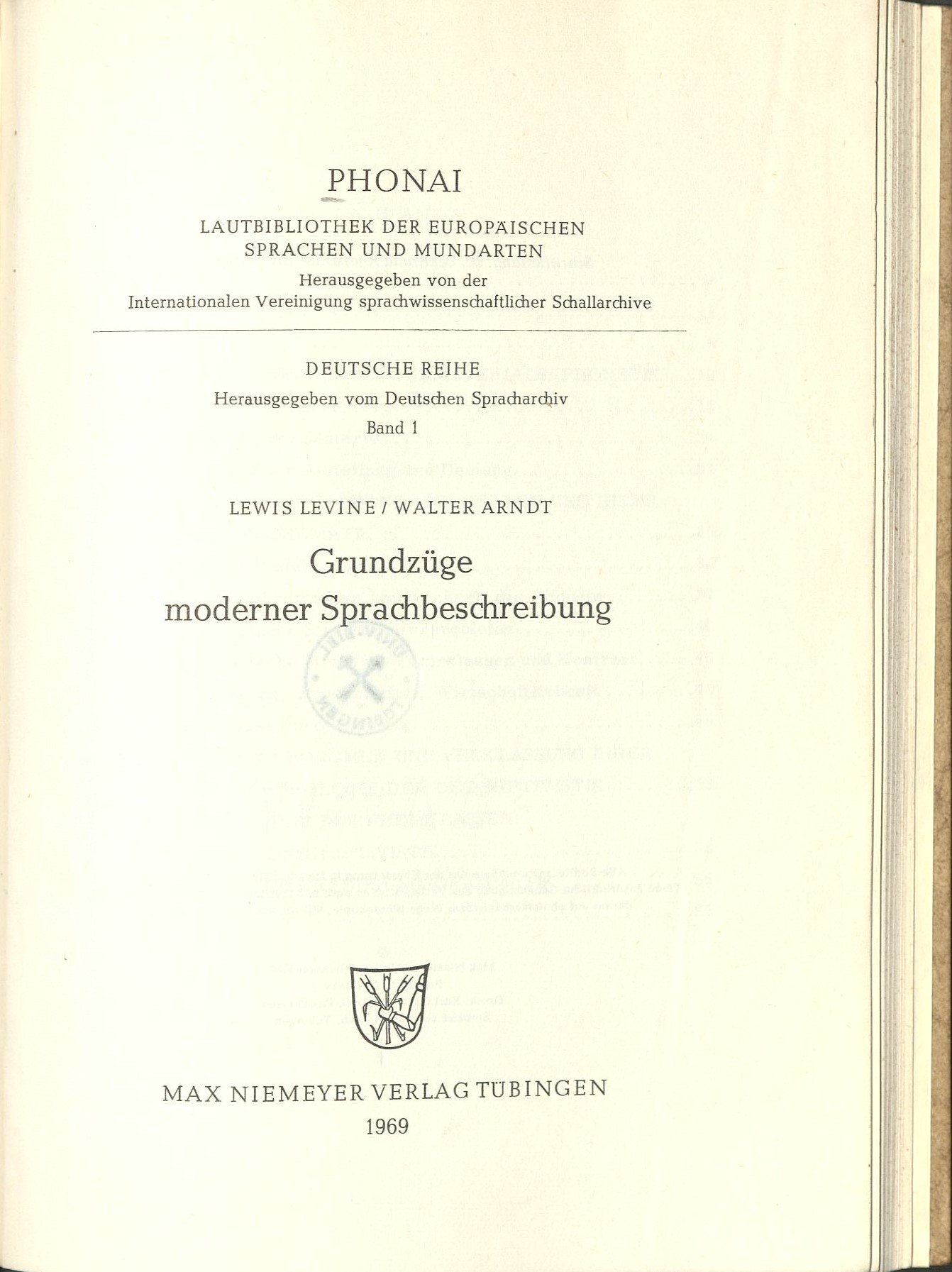
Grundzüge moderner Sprachbeschreibung (1969)

- Germanic dialect evolution in lexico-statistic time perspective. Chapel Hill, 1955
- Lewis Levine, Walter Arndt: Grundzüge moderner Sprachbeschreibung. Tübingen: Niemeyer, 1969
- Pushkin Threefold. London, 1972
- Faust : a tragedy ; backgrounds and sources, the author on the drame, contemporary reactions, modern criticism. Übersetzung Walter W. Arndt. Hrsg. Cyrus Hamlin. New York: Norton, 1976
- The genius of Wilhelm Busch : comedy of frustration ; an English anthology. Edited and translated by Walter Arndt. Berkeley : University of California Press, 1981
- Songs of love & grief : Heinrich Heine. Translation by Walter W. Arndt. With a foreword and notes by Jeffrey L. Sammons. Evanston, Ill. : Northwestern Univ. Press, 1995
- Ruslan and Liudmila
- Alexander Pushkin: Collected Narrative and Lyrical Verse
- A Picaro in Hitler's Europe. 2003